# Грос-Райде
Грос-Райде (нім. Groß Rheide) — громада в Німеччині, розташована в землі Шлезвіг-Гольштейн. Входить до складу району Шлезвіг-Фленсбург. Складова частина об'єднання громад Кропп-Штапельгольм.
Площа — 15,37 км2. Населення становить 904 ос. (станом на 31 грудня 2020).